# Bătălia pentru Haga
Bătălia pentru Haga a fost prima operațiune din istorie a trupelor aeropurtate care a întâmpinat opoziția defensivei. (Primele operațiuni ale trupelor aeropurtate au fost atacurile împotriva aeroporturilor Masnedøfortet și Aalborg din Danemarca. Aceste atacuri au fost executate fără să întâmpine vreo opoziție). Bătălia pentru Haga a avut loc pe 10 mai 1940 ca parte a Bătălia Olandei și a implicat Armata Regală Neerlandeză pe de-o parte și trupele aeropurtate germane din Luftwaffe. Trupele aeropurtate au fost lansate deasupra Hagăi și a regiunii imediat învecinate, având ca obiectiv ocuparea aeroporturilor orașului. Germanii plănuiau ca, după cucerirea orașului, să o forțeze pe regina Wilhelmina a Țărilor de Jos să capituleze, ceea ce ar fi dus la înfrângerea Țărilor de Jos într-o singură zi. Germanii nu au reușit să o captureze pe regină, iar forțele parașutate în Haga nu au reușit să păstreze controlul asupra aeroporturilor ocupate după contraatacurile neerlandezilor. Supraviețuitorii germani comandați de Von Sponeck s-au retras în regiunea de dune din vecinătatea orașului. Aici ei au luptat continuu împotriva atacurilor neerlandeze în următoarele cinci zile până când comandamentul neerlandez a capitulat datorită înfrângerilor majore de celelalte fronturi., în condițiile în care pe celelalte fronturi au suferit înfrângeri majore.

## Planul
Germanii dorit să îi surprindă pe neerlandezi nepregătiți, ceea ce le-ar fi permis atacatorilor să izoleze conducerea armatei. Planul era ca avioanele să traveseze spațiul aerian neerlandez într-o falsă acțiune împotriva Angliei. Avioanele naziste ar fi trebuit după aceea să își schimbe direcția de zbor, îndreptându-se spre Țările de Jos dinspre Marea Nordului. Trupele aeropurtate trebuiau să atace aeroporturile Ypenburg, Ockenburg și Valkenburg, ceea ce ar fi slăbit puterea defensiVei mai înainte de atacare orașului Haga. Germanii sperau ca în aceste condiții regina și comandantul forțelor neerlandeze, Henri Winkelman, să capituleze. Dacă neerlandezii nu ar fi capitulat, germanii plănuiau să ocupe toate drumurile care făceau legătura dintre Haga și restul țării pentru prevenirea oricărui contraatac.

## Atacul german
Germanii au traversat spațiul aerian neerlandez conform planului în primele ore ale dimineții de 10 mai. Numai că neerlandezii au fost mai degrabă alarmați decât păcăliți de această manevră a avioanelor germane. Germanii au efectuat virajul deasupra Mării Nordului și, la aproximativ 06:00, au bombardat orașul Ypenburg. Imediat după aceea, avioanele de transport au lansat mai multe valuri de parașutiști în regiunea aeroportului și în vecinătatea lui. Apărătorii neerlandezi au deschis focul cu mitralierele împotriva avioanelor de transport și a parașutiștilor provocându-le pierderi și obligându-i să se împrăștie pe o suprafață mare. Mai multe avioane, care încercau să aterizeze, au fost avariate sau distruse de focul defensivei și resturile lor au blocat pistele de aterizare. Parașutiștii au luat cu asalt clădirea principală a bazei și au arborat steagul german ca semn al victoriei lor. În ciuda acestei victorii parțiale, neerlandezii au reușit să blocheze înaintarea germanilor dinspre Ypenburg spre Haga.
Cam în același timp, au fost lansați parașutiști în zona pistei aeroportului de la Ockenburg. Apărătorii de la Ockenburg nu au reușit să îi împiedice pe atacatori să cucerească aeroportul, dar au reușit în schimb să îi întârzie suficient de mult, permițând unor unități de infanterie să se deplaseze în zonă și să prevină înaintarea germanilor spre Haga. Dat fiind faptul că germanii cuceriseră controlul asupra aeroportului Ockenburg, ceea ce le-ar fi permis să aducă întări, neerlandezii au bombardat pista de aterizare. Construcția aeroportului Valkenburg nu era finalizată. La fel ca în cazul aeroportului Ypenburg, germanii au bombardat mai întâi pozițiile apărătorilor, provocându-le pierderi importante, și numai după aceea au lansat parașutiștii. În ciuda faptului că valurile succesive de parașutiști au suferit pierderi grele, neerlandezii nu au reușit să îi împiedice pe germani să cucerească aeroportul. Dat fiind faptul că instalațiile aeroportului erau încă în diferite faze de construcție, germanii nu au putut să se aprovizioneze pe calea aerului.
Aviația și marina neerlandeză au bombardat diferite zone susceptibile să fie folosite ca piste de aterizate improvizate, în special plajele. Trupele aeropurtate au reușit c să ocupe satul Valkenburg și unele clădiri și poduri de pe malul Rinului Vechi.

## Contraatacul neerlandezilor
În ciuda faptului că germanii au reușit să ocupe cele trei aeroporturi, ei nu și-au îndeplinit obiectivele principale: cucerirea orașului Haga și capitularea neerlandezilor. Ca urmare, armata neerlandeză a lansat un contraatac câteva ore mai târziu.

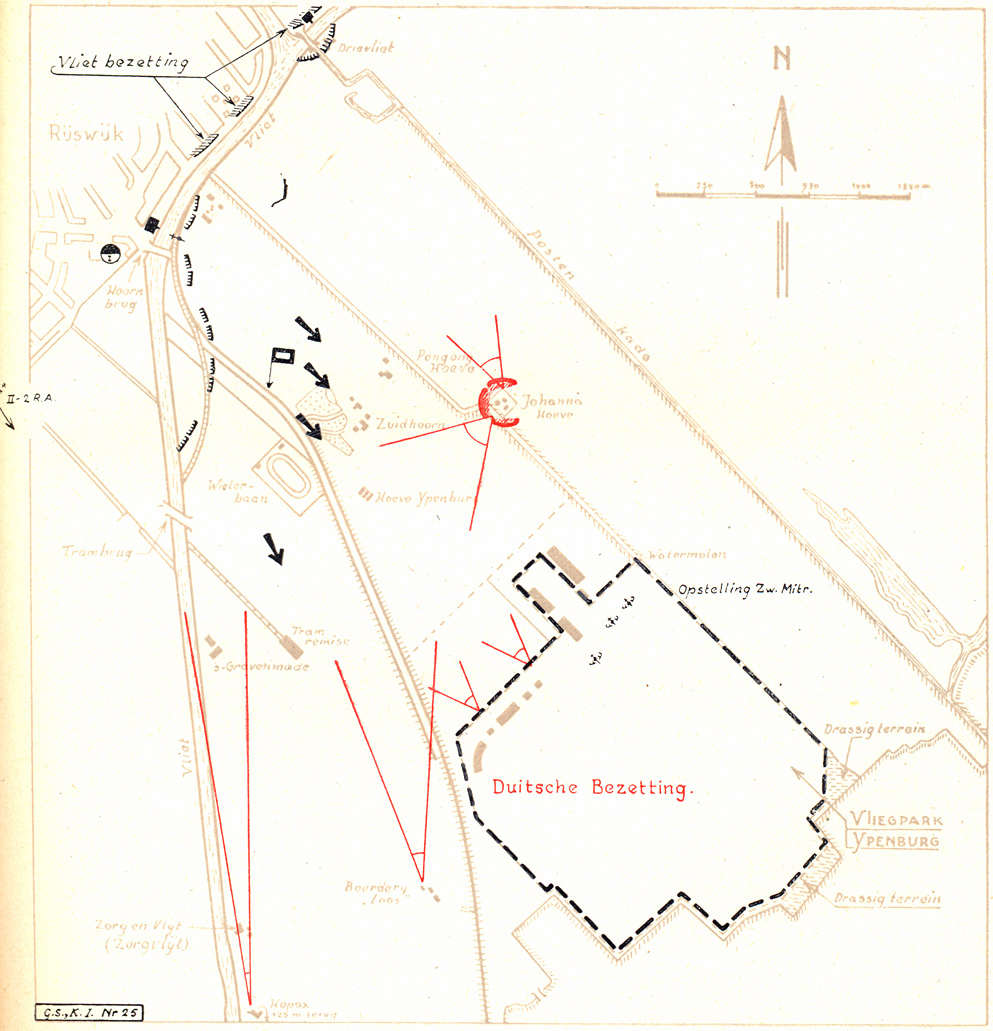
Contraatacul neerlandezilor de la Ypenburg

Contraatacul a început la Ypenburg. În ciuda faptului că erau depășit din punct de vedere numeric și că erau în criză de muniție, grenadierii neerlandezi și-au croit drum prin luptă până la pozițiile care le-a permis să lanseze bombardamente de artilerie împotriva aeroportului, căruia i-au provocat distrugeri importante. După atacurile neerlandezilor, germanii au fost siliți să își evacueze trupele din clădirile incendiate ale aeroportului. Neerlandezii au înaintat și, după o serie de lupte scurte, i-au luat prizonieri sau i-au ucis pe parașutiștii germani.
Aeroportul Ockenburg a fost bombardat de forțele neerlandeze. Infanteria neerlandeză au luat mai apoi cu asalt aeroportul. Germanii au fost obligați să se retragă, iar câțiva dintre ei au luați prizonieri. O parte a germanilor în retragere s-a adăpostit în pădurea de lângă aeroport, reușind să reziste atacurilor neerlandezilor. Forțele neerlandeze au primit mai apoi ordinul să se îndrepte spre Loosduinen, iar germanii pornit spre Rotterdam.
Neerlandezii, după ce au izolat Leiden și satul Wassenaar, au recucerit podul strategic de lângă Valkenburg. După sosirea întăririlor, neerlandezii au declanșat un atac al trupelor terestre acompaniat de atacul bombardierelor împotriva avioanelor germane de transport aflate la sol. Germanii au fost siliți să evacueze aeroportul, în ciuda faptului că își pregătiseră poziții defensive la marginea pistei. În timpul luptelor pentru alungarea germanilor din satul Valkenburg, artileria neerlandeză aflată în vecinătate la Oegstgeest a provocat distrugeri importante satului.
Până la sfârșitul zilei de 10 mai, neerlandezii reușiseră să recucerească aeroporturile, dar această victorie tactică avea să fie de scurtă durată, atacul masiv al aviației germane împotriva orașului Rotterdam de pe 14 mai a dus la capitularea forțelor armate neerlandeze.

## Pierderi
Neerlandezii au pierdut 515 oameni. Pierderile germane s-au ridicat la 134 de morți în conformitate cu sursele prprii, în vreme ce estimările neerlandeze au fost de 400 de germani uciși în luptă. Numărul celor răniți, dispăruți în luptă sau căzuți prizonieri nu este cunoscut cu certitudine, dar sursele neerlandeze apreciază că 700 de germani au fost răniți și 1.745 capturați. Sursele germane nu confirmă un număr atât de ridicat de prizonieri, dar cifrele pot diferi datorită faptului că cea mai mare parte a prizonierilor de război germani a fost eliberată imediat după capitularea neerlandezilor. Germanii au pierdut 135 de avioane, (47 au fost doar avariate). Cea mai mare parte a aparatelor de zbor distruse a fost modelul Ju-52.

## Urmări
Principala urmare al bătăliei a fost neașteptată: pierderea unui mare număr de avioane germane de transport. Istoricul militar E.H. Brongers consideră că pierderile avioanelor de transport a avut un efect direct asupra planurilor pentru invazia din Anglia . De asemenea, el leagă aceste pierderi de cele suferite în timpul invaziei din Creta. Dat fiind faptul că germanii nu au mai avut suficiente avioane de transport care să aducă în siguranță la sol unități mari, comandanții au fost nevoiți să ordone lansarea parașutiștilor în grupuri mici, ceea ce a dus la pierderi însemnate pentru atacatori. Concluziile lui Brongers sunt identice cu cele ale unui alt istoric militar, Adriaan Hakkert.
Restul forțelor germane care au scăpat din luptele de la aeroporturi au fost dispersate în regiunea de dune din vecinătate. Von Sponeck a primit ordinul să se deplaseze să sprijine atacul asupra Rotterdamului. Dintre oamenii cu care sosise în Țările de Jos, 1.600 au fost luați prizonieri, dintre aceștia 1.200 fiind trimiși cu vapoarele în Anglia ca prizonieri de război. În timpul deplasării spre Rotterdam, grupul lui Von Sponeck a reușit de două ori să scape din capcanele întinse de neerlandezi. În cele din urmă, el și cei 1.100 de oameni pe care îi comanda au fost obligați își oprească înaintarea și să se apere în tranșee săpate în grabă. Parașutiștii germani au fost de umilința capitulării de bombardamentul strategic al orașului Rotterdam de pe 14 mai 1940. Tot până pe 14 mai a rezistat atacurilor neerlandezilor și un mic grup izolat de parașutiști germani în satul Valkenburg. După unele surse, bombardamentul a fost ordonat special de Reichmarschall Hermann Göring pentru salvarea protejatului său Von Sponeck și pentru ca să forțeze capitularea Țărilor de Jos. Datorită eșecului acestei campanii, Hitler și-a pierdut interesul în folosirea trupelor aeropurtate. Trupele aeropurtate au fost folosite iar doar în Creta din 1941.